# كلارا كليمنس
كلارا كليمنس (بالإنجليزية: Clara Clemens)‏ هي كاتِبة ومغنية أمريكية، ولدت في 8 يونيو 1874 في إلميرا في الولايات المتحدة، وتوفيت في 19 نوفمبر 1962 في سان دييغو في الولايات المتحدة.

## وصلات خارجية
- كلارا كليمنس على موقع ميوزك برينز (الإنجليزية)